# Fridtjof Nansen
Fridtjof Wedel-Jarlsberg Nansen (10 tháng 10 năm 1861 ở Store Frøen, gần Oslo – 13 tháng 5 năm 1930 tại Lysaker, ngoại ô Oslo) là một nhà thám hiểm, nhà khoa học, và nhà ngoại giao người Na Uy. Nansen được nhận Giải Nobel Hoà bình năm 1922 cho công việc của ông với tư cách là chuyên viên cao cấp của Hội Quốc Liên.
Ông dẫn đầu đoàn thám hiểm đi bộ xuyên qua Greenland năm 1888. Ông nổi tiếng toàn thế giới sau khi đặt chân tới vĩ tuyến bắc 86°14′ trong chuyến thám hiểm Fram 1893-1896.

## Sự nghiệp giảng dạy và công tác nghiên cứu

Bản khắc gỗ về cực quang của ông

Nansen là một giáo sư đại học chuyên ngành động vật học và sau là hải dương học tại trường Đại học Hoàng gia Frederick ở Oslo và là một trong những nhà nghiên cứu đầu tiên của lĩnh vực thần kinh học và động lực học.
Nansen là một trong những người sáng lập lý thuyết nơron phát biểu rằng mạng thần kinh gồm những ô riêng lẻ liên lạc với nhau.
Nansen mở rộng nghiên cứu hoạt động và nguồn gốc của các dòng chảy đại dương, sau những kinh nghiệm của ông trong cuộc thám hiểm Fram. Ông cùng với nhà toán học Thuỵ Điển V. Walfrid Ekman bị cuốn hút sâu vào khám phá làm sao những dòng chảy được phát sinh từ sự quay của các hành tinh và trình bày rõ ràng lý thuyết chuyển động hình xoắn ốc Ekman để giải thích hiện tượng. Ông cũng phát minh ra một cái lọ dùng để lấy mẫu nước ở các độ sâu khác nhau gọi là lọ Nansen, sau được phát triển thêm bởi Shale Niskin và vẫn còn được sử dụng.